# Gewoon muursterretje
Gewoon muursterretje (Tortula muralis) is een soort mos uit het geslacht Tortula. Het mos vormt ongeveer 5 cm hoge kussentjes. 

## Determinatie
In vochtige toestand is het geelgroen, maar droog zijn de bladeren zwartachtig van kleur. Door de lange witte haren en de spitse bladeren hebben de kussentjes dan een zwartgrijze kleur. De plant onderscheidt zich van de eveneens veel in het stedelijk gebied voorkomende gewoon muisjesmos (Grimmia pulvinata) door de langere seta (vruchtsteel) met in vochtige toestand een geelgroene kleur.
De onderste bladeren zijn kleiner dan de bovenste, waardoor een kleine bladrozet gevormd wordt. De bladeren hebben een tongachtige vorm en de middennerf vormt een lange chlorofylloze haar. De bladranden zijn omgerold.
Het mos plant zich generatief voort met sporen en vegetatief via voorkiemen (protonemata). De sporenkapsels staan rechtop op een 1–2 cm lange seta. De seta is lang cilindrisch en vaak iets gekromd. De seta is in het begin geelachtig en wordt bij het ouder worden donkerpurper tot bruin. De peristoomtanden zijn twee tot drie keer linksom gedraaid. 
De sporen kiemen in twee fasen. Eerst zwellen ze op en daarna verspreiden ze zich. Gewoonlijk komen er veel vruchtstelen voor, die zich bij wisselende vochtigheid draaien en terugdraaien, waardoor de sporen makkelijker verspreid worden. De sporen kunnen meer dan zestien jaar kiemkrachtig blijven.

## Ecologie
Vroeger kwam gewoon muursterretje alleen voor op kalkstenen, maar tegenwoordig groeit het bijna overal, op muren, beton en grafstenen. Het groeit zowel op verticale als horizontale vlakken en heeft een voorkeur voor droge standplaatsen.

### Syntaxonomie
Gewoon muursterretje staat onder de vaatplantengemeenschappen te boek als kensoort voor de muurleeuwenbek-orde (Tortulo-Cymbalarietalia). Binnen de bryolichenologische gemeenschappen geldt de soort als kensoort voor de klasse van stippelkorsten en achterlichtmossen (Verrucario-Schistidietea).

## Verspreiding
Gewoon muursterretje kent een ruwweg kosmopolitische verspreiding.

## Fotogalerij

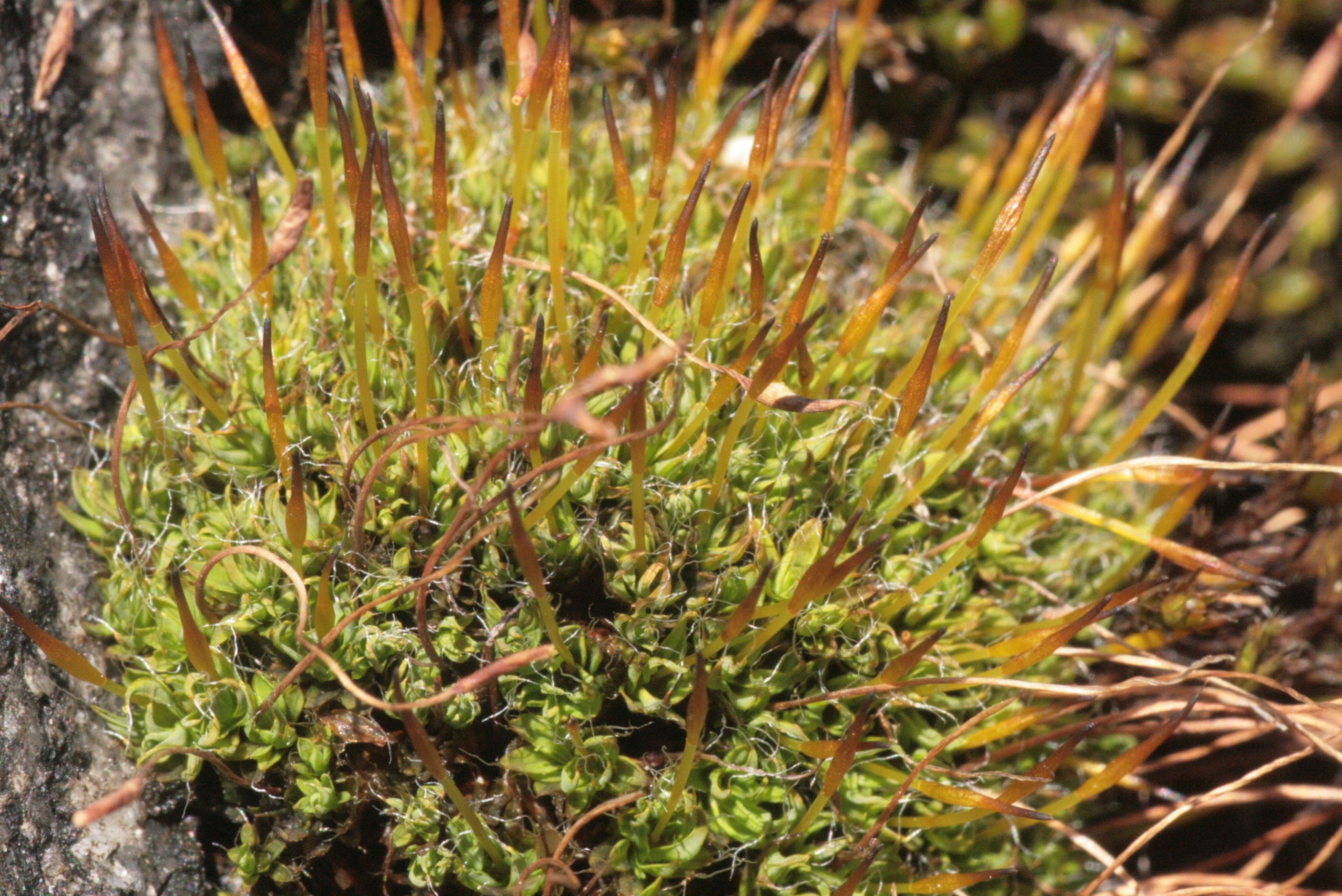
Mos
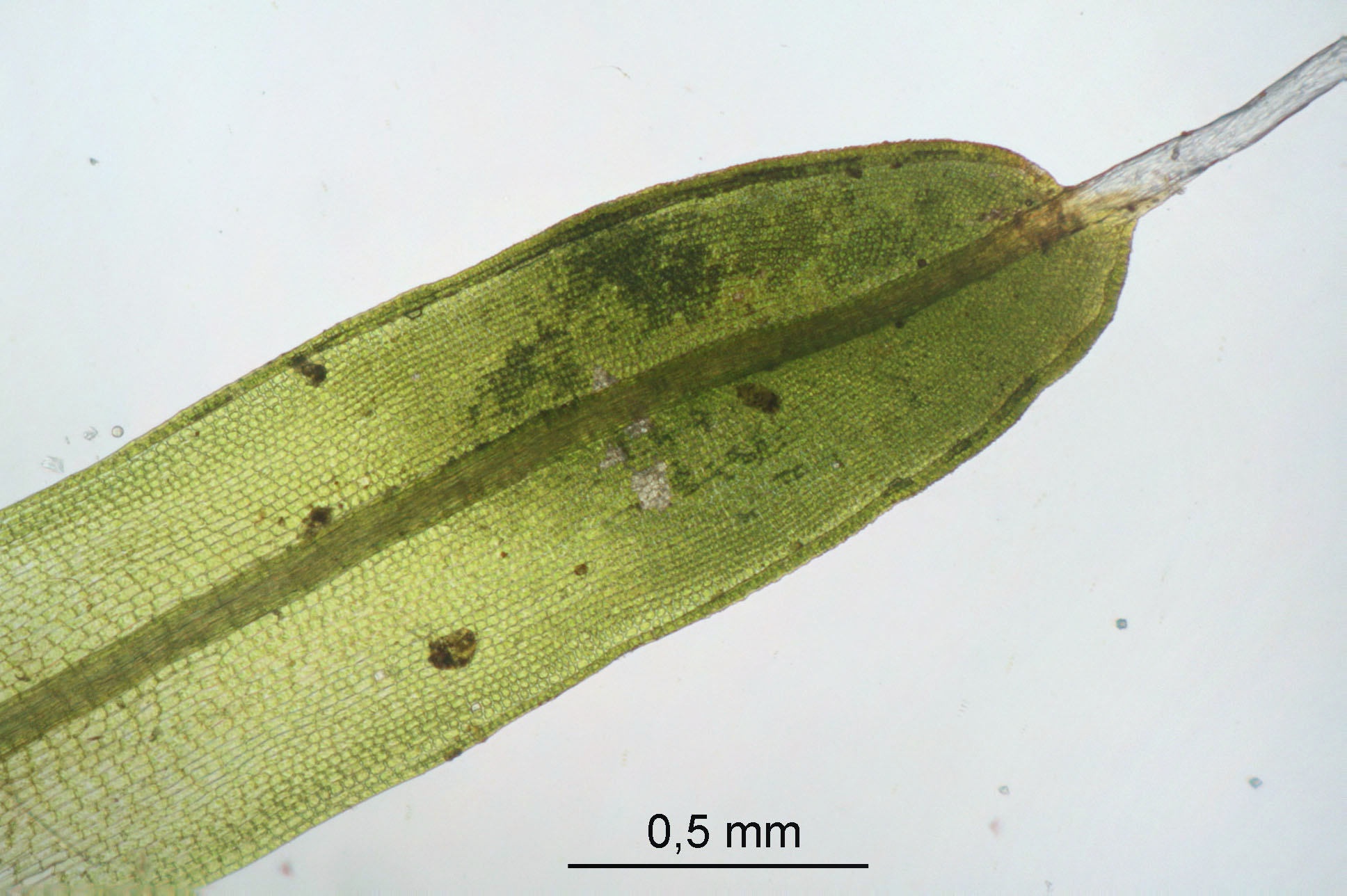
Blad
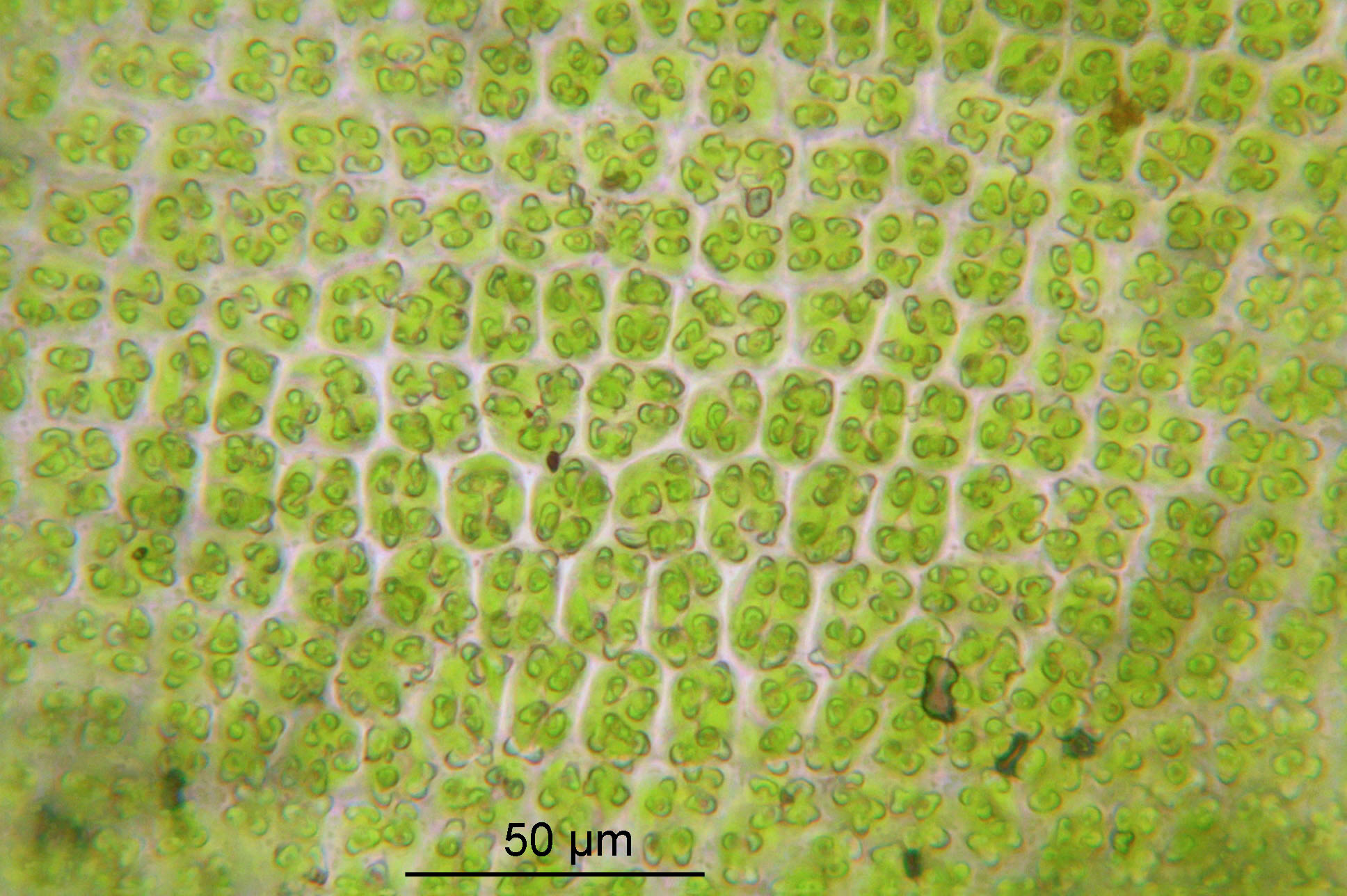
Bladcellen
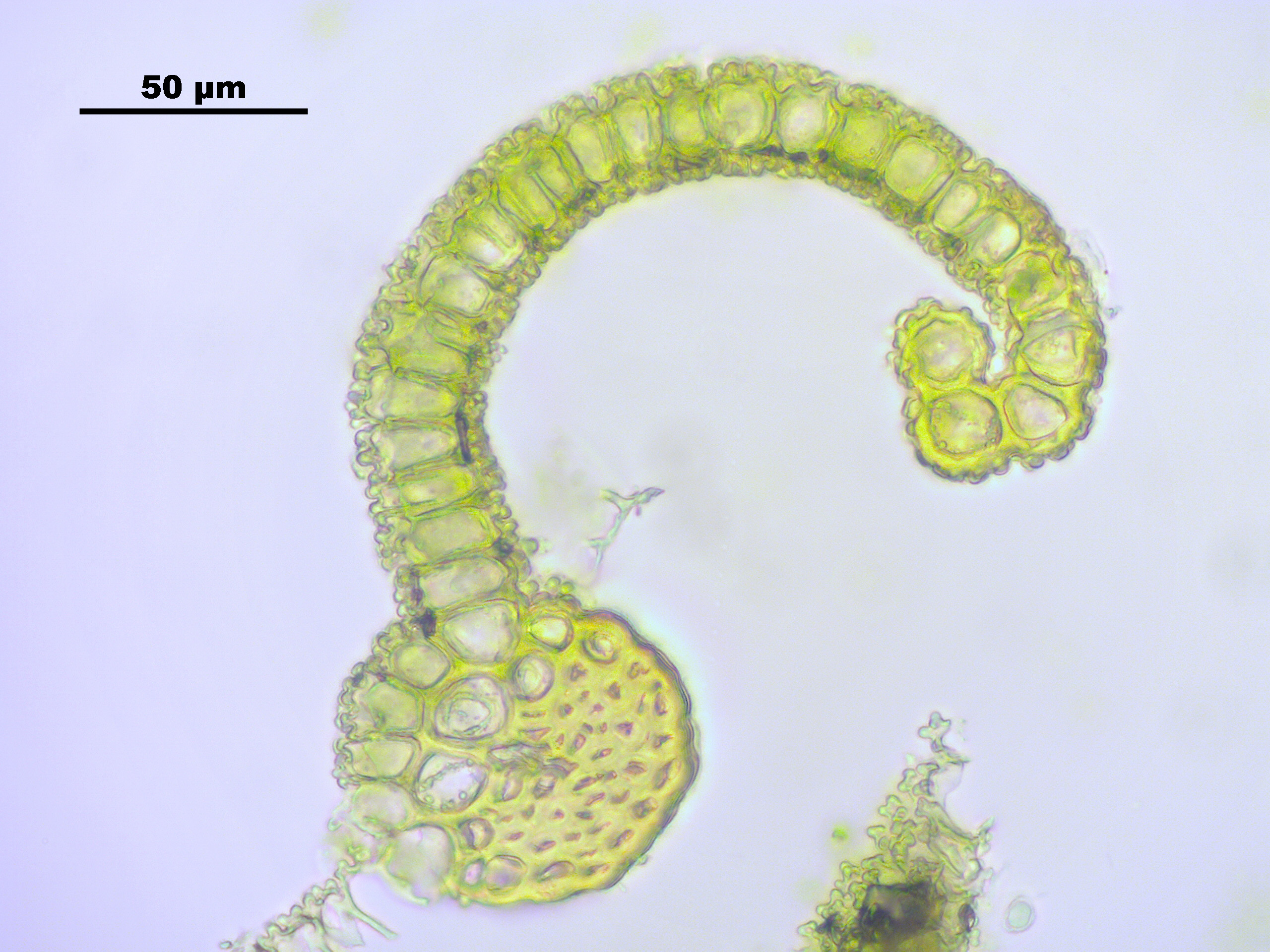
Bladdoorsnede
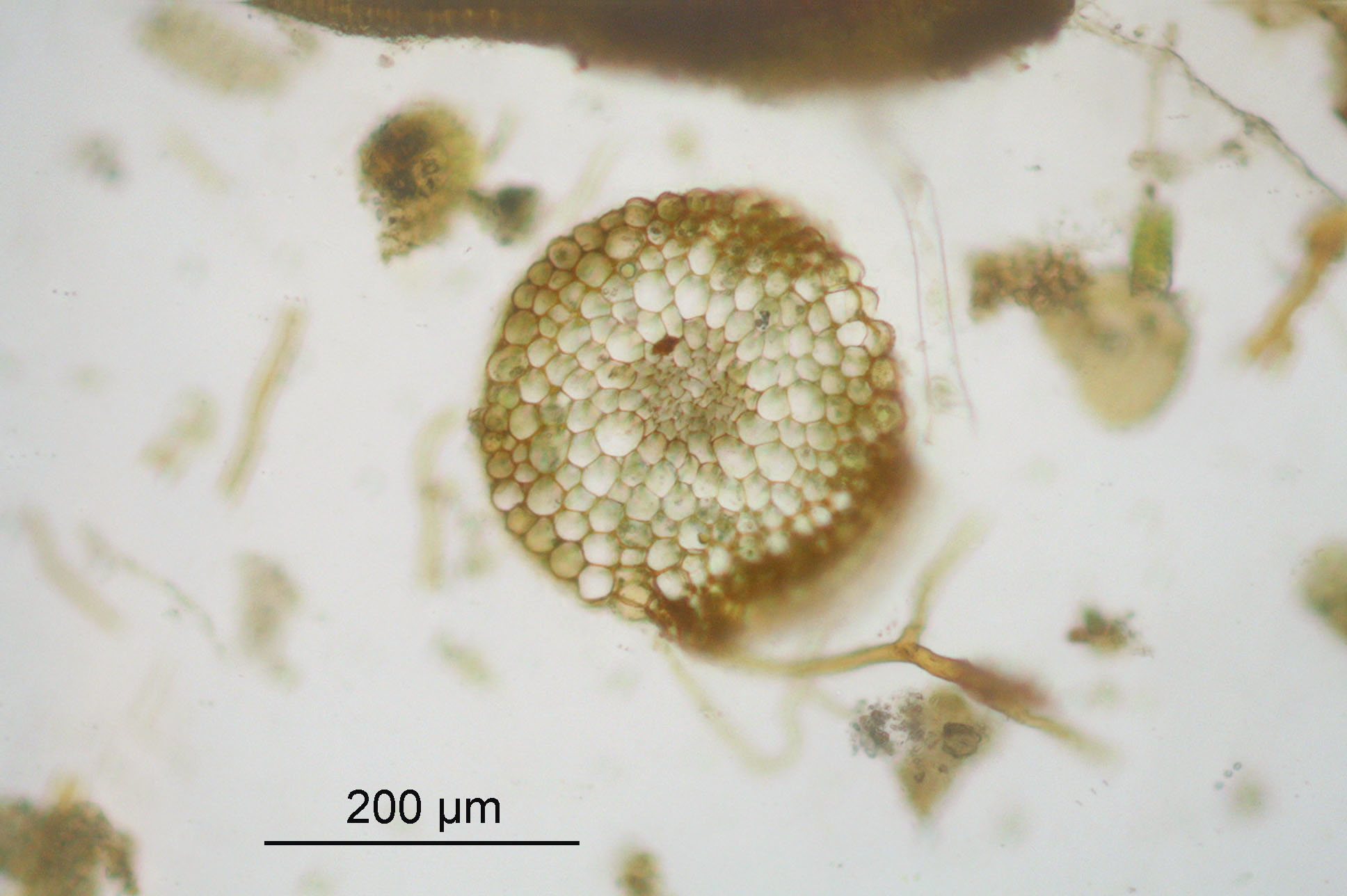
Stengeldoorsnede
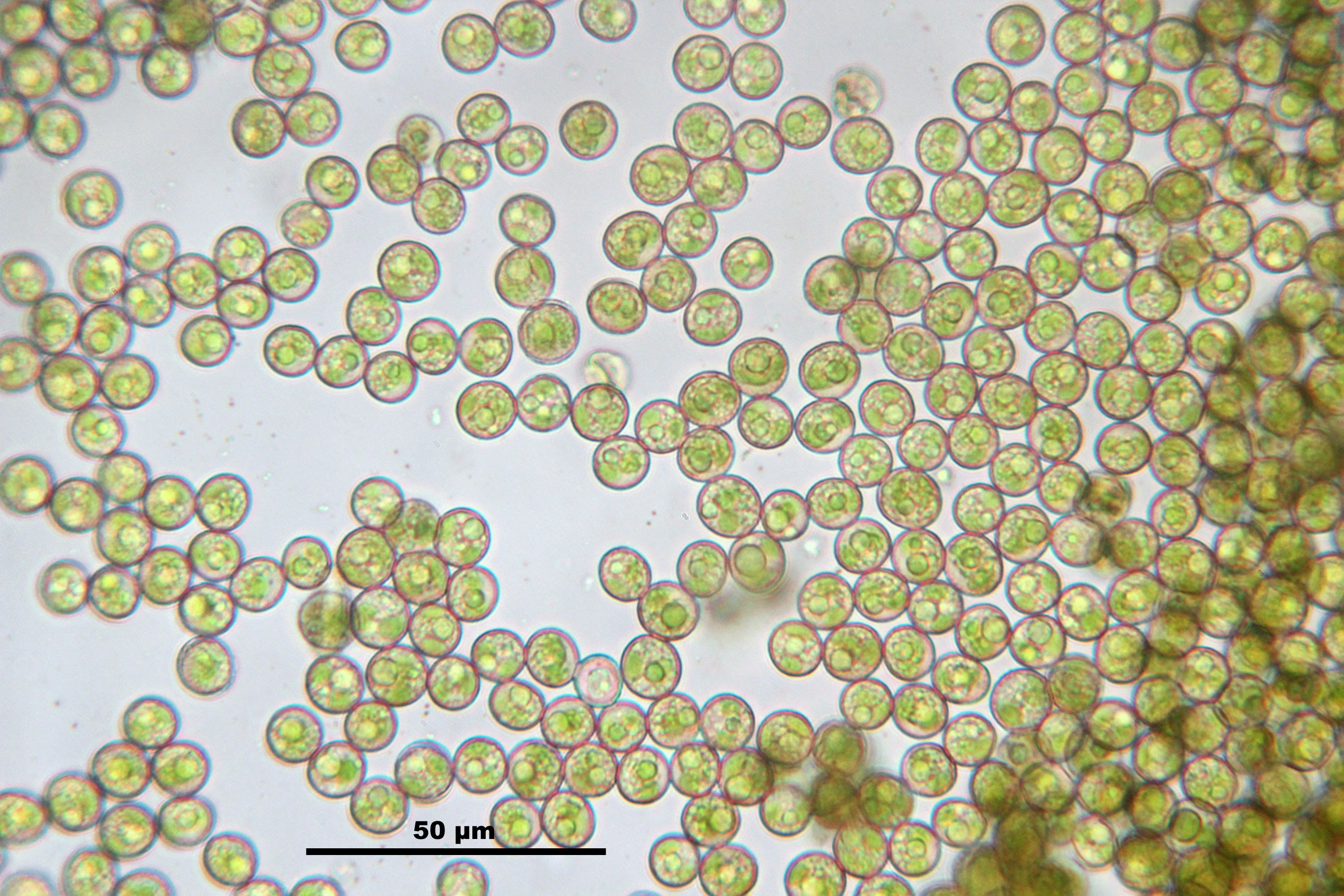
Sporen
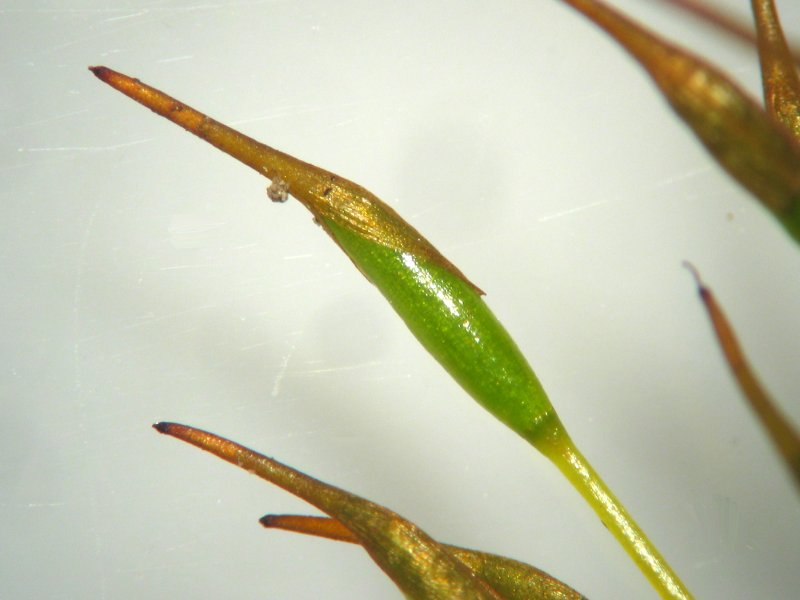
Sporenkapsel
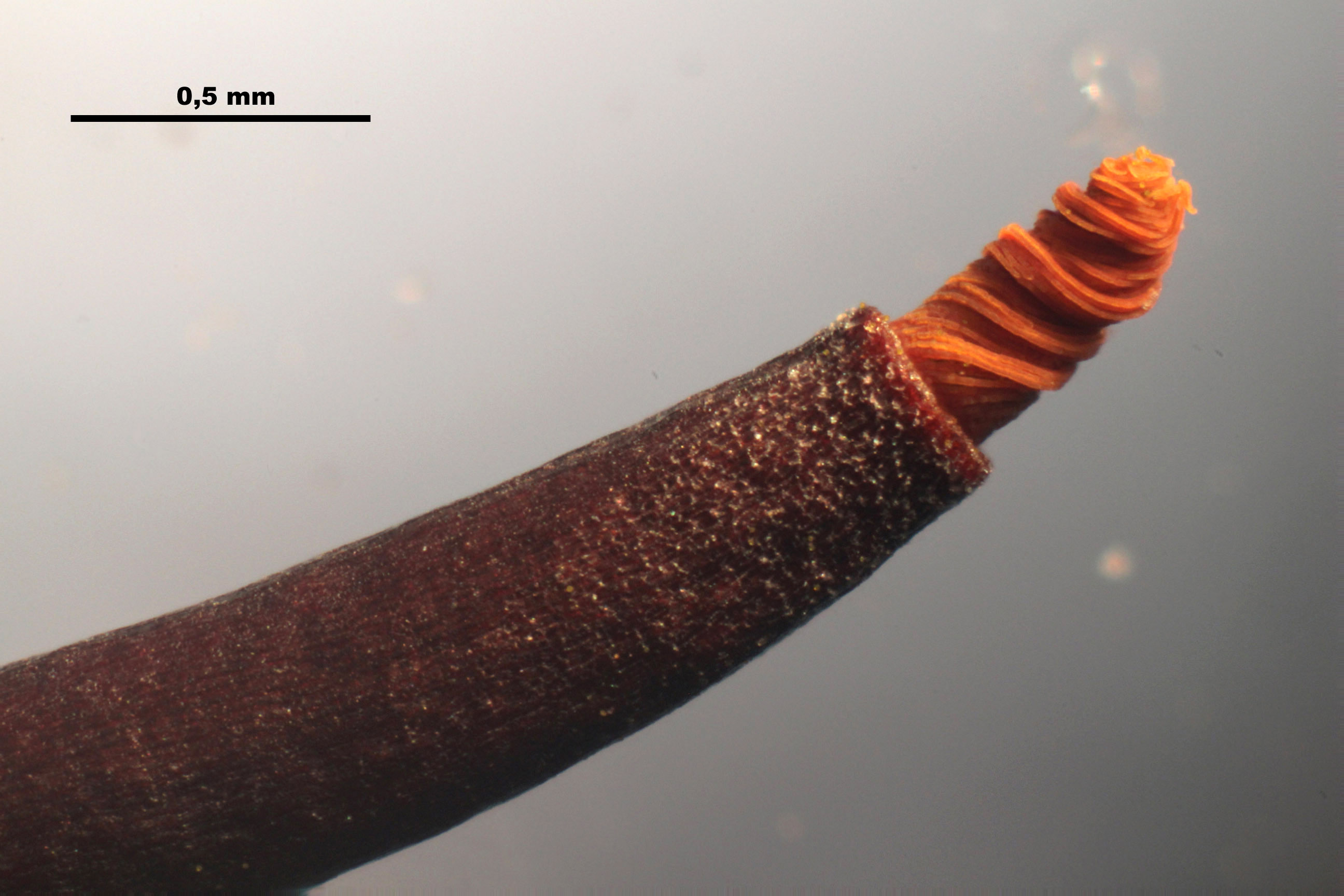
Sporenkapsel en peristoom